# Vaccinium deliciosum
Vaccinium deliciosum ist eine Pflanzenart aus der Gattung der Heidelbeeren (Vaccinium) in der Familie der Heidekrautgewächse (Ericaceae). Sie ist im Westen Nordamerikas beheimatet und bildet sehr schmackhafte Beeren aus.

## Beschreibung

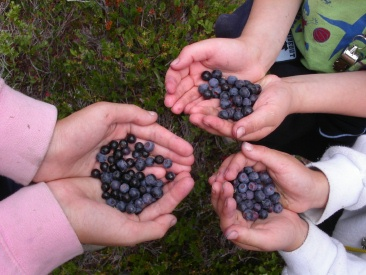
Beeren

Vaccinium deliciosum wächst als gruppenbildender Strauch und erreicht Wuchshöhen von 5 bis 150 Zentimeter. Die mehr oder weniger stielrunden bis selten etwas kantigen Zweige besitzen eine glatte oder in Linien behaarte und grün bis blaugrün gefärbte Rinde.
Die verkehrt-eiförmigen bis rundlich-lanzettlichen, oder selten elliptischen Laubblätter werden 17 bis 35 Millimeter lang und 9 bis 17 Millimeter breit. Der Blattrand ist meist gezähnt. Sie sind meist blaugrün gefärbt. Die beiden Blattseiten sind normalerweise unbehaart, häufig tritt jedoch entlang der Blattadern eine drüsige Behaarung auf.
Zur Blütezeit im späten Frühjahr bis frühen Sommer werden kugelige bis krugförmige Blüten ausgebildet. Die Kelchblätter sind blaugrünen gefärbt. Die rosafarbenen bis roten Kronblätter sind fast vollständig kugelig bis krugförmig verwachsen und besitzen eine Länge von 4 bis 6 Millimeter und einen Durchmesser von 5 bis 7 Millimeter. Die Staubfäden sind kahl.
Es werden blaue bis mattschwarze manchmal auch rote Beeren mit einem Durchmesser von 9 bis 13 Millimeter gebildet. Die Samen weisen eine Größe von etwa 1 mm auf.
Die Chromosomenzahl beträgt 2n = 48.

## Verbreitung und Standort
Das natürliche Verbreitungsgebiet von Vaccinium deliciosum umfasst den Westen Kanadas und der USA. In Kanada kommt die Art in Süd-British Columbia vor. In den USA umfasst das Verbreitungsgebiet Washington, Idaho, Oregon und Nord-Kalifornien.
Man findet die Art in Nadelwäldern und auf höher gelegenen Weiden sowie auf Schutthalden in Höhenlagen von 600 bis 2000 Metern.

## Systematik
Ein Synonym für die Art ist Vaccinium coccineum Piper. Vaccinium deliciosum gehört in die Sektion Myrtillus aus der Untergattung Vaccinium in der Gattung Vaccinium.

## Nutzung
Die Beeren von Vaccinium deliciosum sind essbar und gelten als sehr wohlschmeckend. Sie können sowohl roh als auch gegart gegessen werden und haben einen süßlichen Geschmack. Um sie länger haltbar zu machen, werden sie auch getrocknet. Untersuchungen der University of Idaho sowie der Washington State University ergaben, dass die Beeren 31 verschiedene Geschmacksstoffe enthalten. Sowohl die Beeren als auch die Blätter enthalten viel Vitamin C. Die Blätter und Zweige enthalten Chinasäure und wurden deshalb früher zur Behandlung von Gicht eingesetzt. Dem Tee, der aus den Blättern gewonnen werden kann, wurde eine blutzuckerregulierende Wirkung nachgewiesen.